# Rifargia testaceata
Rifargia testaceata är en fjärilsart som beskrevs av Paul Dognin 1916. Rifargia testaceata ingår i släktet Rifargia och familjen tandspinnare. Inga underarter finns listade.